# M13/40坦克
 M13/40坦克是義大利王國於第二次世界大戰初期使用的一種中型坦克（「M」是指「Medio」，即義大利語的中型坦克之意，而「13」是指該車預計的車重—13公噸，「40」則是第一次的生產年份—1940年），用來取代二戰初期意大利皇家陸軍裡的L3、L6/40和M11/39坦克。該車受英國維克斯六噸坦克的影響很多，並以早期M11/39坦克的改良底盤為基礎設計。事實上，M11/39坦克的生產工作還被縮短，以進行M13/40坦克的量產。儘管是以中型坦克的理念來設計，M13/40在裝甲與火力的標準較接近輕型坦克。M13/40坦克也是義大利軍使用最廣泛的坦克。

## 性能

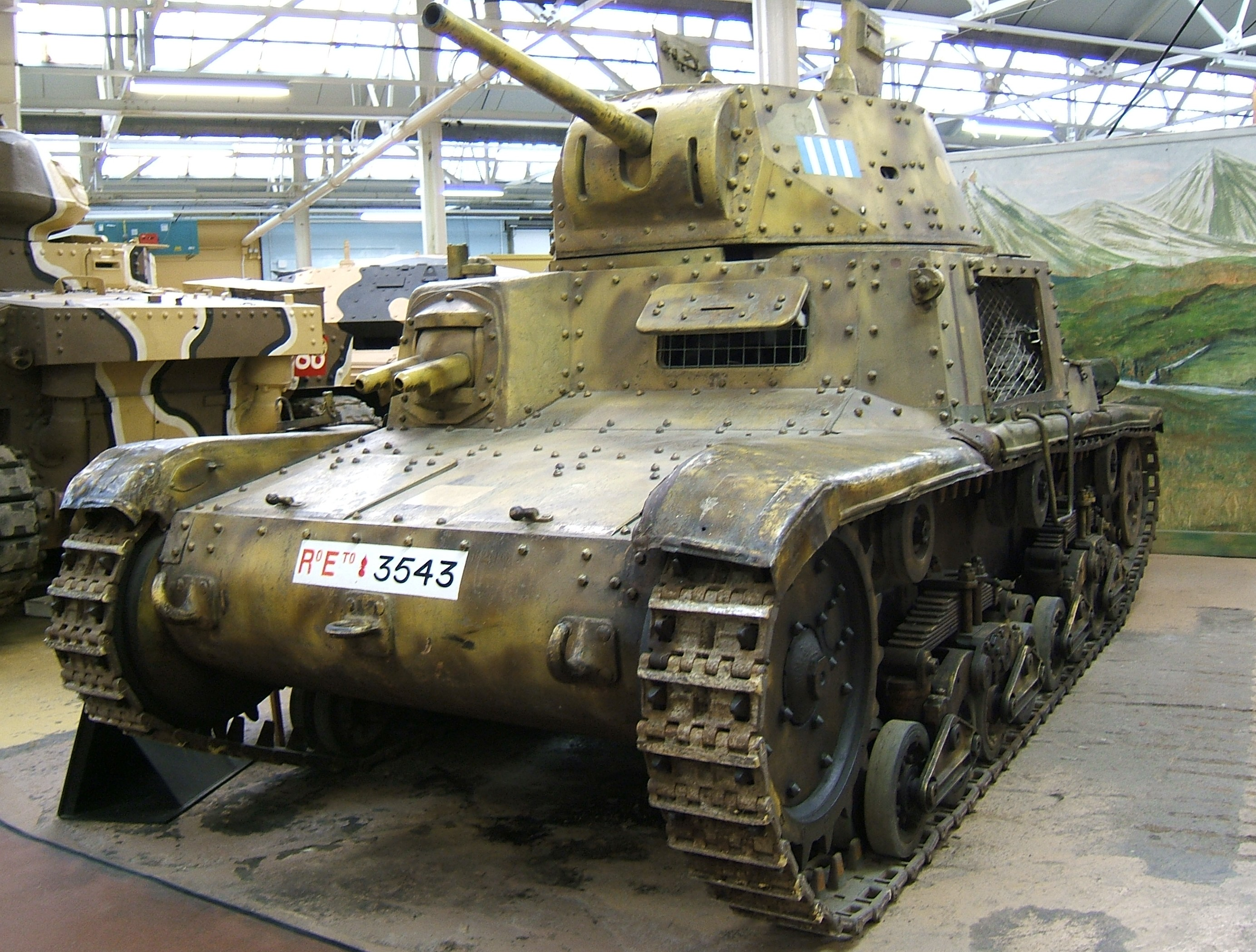
在多塞特博文頓坦克博物館的M13/40

M13坦克開發時間大約從1937年起，在1938年推出原型車。雖然是由M11/39改良，然而在火力配置上更加優越，包括同軸機槍、車體機槍、甚至是車頂槍架，為這輛戰車提供基本的反步兵與防空火力配置；1939年12月，義大利為量產M13/40而提早關閉M11/39生產線，並讓生產線集中心力更換生產裝備，這個行動以後世的觀察來說為明智之舉。
裝甲由鉚接的鋼板所構成，厚度分別為車前：30公釐（同M11）、砲塔前：42公釐（M11為30公釐）、側面：25公釐（M11僅有15公釐）、車底：只有6公釐（這使它非常容易被地雷所破壞）和頂部：15公釐。車乘員於前方戰鬥艙，引擎置於車後方，傳動裝置則在前方。戰鬥艙可容納4名乘員：駕駛、機槍手兼通信士於車體，而砲手與車長則在砲塔中。
該車使用自維克斯衍生而來的傳動系統，有2個轉向架和兩側各8個的小型路輪，使用彈簧葉片懸吊裝置。履帶則以傳統的鋼板作骨架連結，且相當地窄。這樣的設計曾讓義軍以為在山區作戰時能有良好的機動性，但後來M13/40被部署到沙漠後則發現機動性極差。該坦克以一具125匹馬力的柴油引擎為動力，當時許多國家還未採用柴油引擎為坦克動力，是一個創新的作法且是後來的趨勢，比起汽油引擎的耗油來的少、航程較長以及引發火災的可能性較低。
該坦克的主要武器為一具47公釐主砲，能夠在500公尺的距離貫穿45公釐的裝甲板，能有效對付英軍的輕型與巡航坦克，但仍無法對付較重型的步兵坦克。共載有104發的穿甲彈與高爆彈。M13還裝有3到4座機槍：一座主砲同軸機槍和2座前方機槍，置於球形砲座。第4座機槍則彈性裝設於砲塔頂作為防空機槍。還有2座潛望鏡分別給車長和砲手使用，還有無線電作為標準配備。

## 服役使用
M13/40坦克被使用於1940年入侵希臘的行動、入侵南斯拉夫與1941年的北非戰場。M13/40並沒有用於東線，義軍於當地僅裝備了菲亞特 L6/40和47/32自走砲。在1942年初，義軍理解到M13/40系列的火力之不足，於是趕緊在裝甲部隊中發配75/18式自走砲。

### 初次的行動

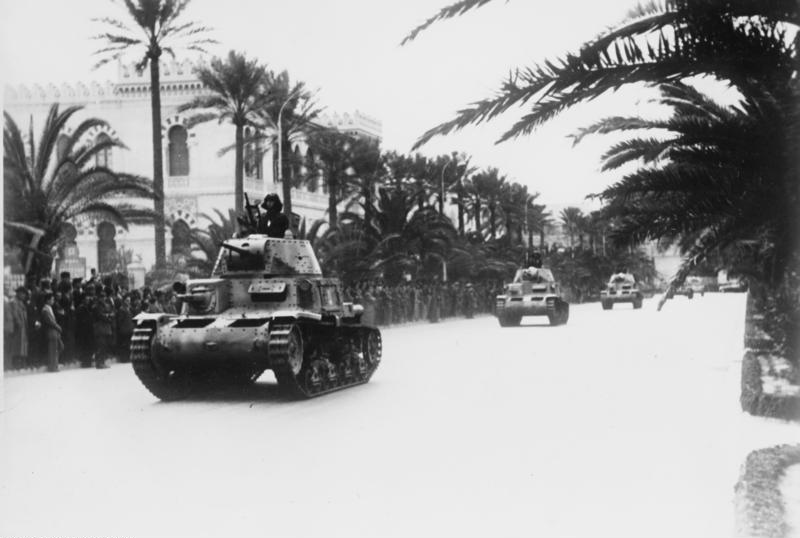
1941年3月，義軍的M13/40坦克於的黎波里的街道上。

1940年秋季前，第一批的700輛M13/40坦克已交付給了部隊，並以每個月60-70輛的速度持續生產著。M13也被用至希臘戰場，於當地嚴峻的地形中戰鬥。當希意戰爭爆發時，第131半人馬裝甲師第四戰車營第二戰車連是當地前線唯一配備M13/40戰車的部隊，這支戰車連主要在台佩萊納與克尔曲勒兩地支援步兵進攻；在1941年1月，該連4輛戰車在防禦希臘陸軍對義軍逆襲時損毀，另外有2輛戰車在3月19日攻擊作戰中損失。
北非方面，至少有57輛的M13/40被運往當地與英軍作戰，但因為抵達時間過晚而沒趕上義軍於9月發起的攻勢，而後被用到12月的羅盤行動中，主要由義大利將軍范倫鐵諾˙巴比尼（Valentino Babini）指揮的特殊裝甲旅所轄。其他又用於多爾那剛抵達的V營部隊，以及第3營的坦克抵達附近的巴爾地亞（Bardia）。經過兩天的戰鬥（1941年1月3-4日），澳大利亞軍共456人傷亡，但義軍卻有45,000人被俘。而該單位主要作戰實績卻不是進攻任務，而是1942年1月24日與25日在梅契里（Mechili）成功抵抗英軍，雖然當時義軍已兵敗如山倒，但在當地號稱擊退英軍進攻，並摧毀了25輛盟軍戰車，但盟軍自認只損失8輛。
雖然成功的滯遲攻勢，但英軍第7裝甲師已成功的迂迴該地防線，義軍只能憑藉機械化速度繼續往西北撤往綠山省，希望自錫德拉灣附近海港取得支援，放棄自德爾納港口撤離的想法。2月6-7日，英軍發起攻勢，貫穿義軍防線並撕出一個大裂口，一路推進英軍在貝達富姆（Beda Fomm）的戰線，也成功切斷了義軍往利比亞海岸撤退的路線。最後，裝備了M13/40坦克的義軍部隊因為撤退失敗而於當地損失了所有坦克。最後殘存的6輛坦克衝入了當地的英軍指揮所，但它們接連被一具QF 2磅砲擊毀。大批的繳獲M11/39和M13/40坦克被英澳軍重新使用，裝備於澳大利亞第6師騎兵團和第6營、皇家坦克團直到1941年春季，它們的燃料耗盡才銷毀。
隨後又在1941年4月，參與托布魯克圍城戰的公羊師（Ariete）所使用的M13/40坦克在對付英軍的瑪蒂達 II總處於劣勢。

### 後期在沙漠戰的使用

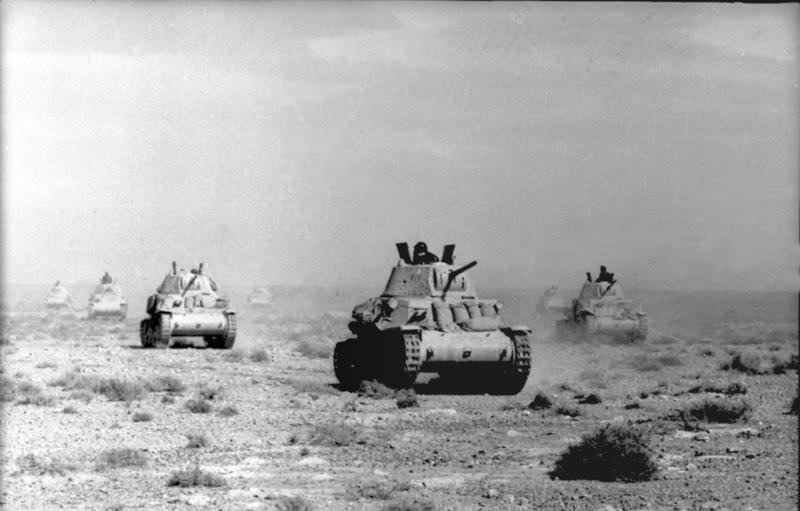
1941年4月，M13/40坦克在沙漠中急駛

1941年4月，隨著德意志非洲軍的到來，義大利軍已擁有約240輛第一線服役的M13和M14坦克。1942年，由於盟軍開始使用M3格蘭特坦克、十字軍III型以及使用6磅反坦克牽引砲的步兵部隊，M13的弱點逐漸顯現出來。義軍而後在每個坦克營裝備了至少一個連的較重型的75/18式自走砲。為了提昇其防護力，義軍將許多沙袋和多餘的履帶固定到車體上，但這造成了原本動力就不足的車體變得更慢，還增加了維修的困難。
在第二次阿拉曼戰役中，義軍首次遭遇了美製M4雪曼，同時也保有230輛M13在前線戰鬥。在幾日的戰鬥後，公羊師和維托里奧維內托師被用於軸心軍團的撤退，而同樣裝備M13坦克的半人馬師則在突尼西亞戰鬥，幾乎全滅。

## 優缺點
M13/40坦克在二戰初雖然重量等級屬於輕戰車，類似於其他衍生自維克斯6噸戰車的兄弟車種，如波軍的7TP或蘇聯的T-26坦克。但她13噸的重量配備的裝甲厚度以及擁有的火力足以對付1940-41年的英軍坦克。主砲使用的高爆彈能有效對付牽引式火砲和步兵。使用的柴油引擎除了其本身的優勢外，容易生產也是工業發展不全的義大利的良好選擇。
然而，該坦克也有著一些缺點：柴油引擎提供了該車較長的航程，但擁有可靠性的問題，更糟糕的是義大利並沒有為他們的柴油引擎設計可靠的過濾系統，卻在更骯髒的沙漠地帶作戰，使可靠性問題加重負擔。M13的引擎同M11，但前者重量較重，導致速度變慢且過於疲勞。懸吊裝置和履帶雖然夠可靠，但也影響了速度，以至於對上如馬蒂尔達那類的步兵坦克時沒有優勢。武裝在1940-41年時火力還尚算足夠，但沒有跟上德軍與盟軍的武器發展，裝甲與火力接落後兩方。該車鉚釘相接的製造方式也已經落後，大部分先進國家都改採用電焊式，可防止被敵人砲彈擊中後鉚釘於車內亂飞，進而殺傷乘員的情況。兩人砲塔也被證明比三人砲塔戰鬥效率要差。另外，大部分的坦克都沒被分發到無線電裝置。
儘管歷經了嚴峻的戰鬥，M13最後仍被使用至大戰結束，少數幾輛還於戰後保存了下來。

## 變形
M13/40是義大利軍在戰爭中產量最多的坦克，包括後來的變形車—M14/41共生產了超過3,000輛。最後一個版本—M15/42坦克則於1943年生產，裝備了更好的汽油引擎和更長的47/40坦克砲。還另外以M13/40或M14/41的底盤製造了75/18式自走砲。
M14/41坦克也是該車的變形車，但換裝更強的145匹馬力引擎和為北非作戰時設計的更佳的空氣濾器。M40突擊砲則是將M13/40的砲塔去除後改裝的產物，車上還附有無線電和其他通訊裝置。

## 資料來源
1. ↑  . Wwiivehicles.com.   [2009-09-27]. （原始内容存档于2018-10-02）.
2. 1 2 3 4 5 6 7 8  .   [2010-08-25]. （原始内容存档于2010-06-11）.
3. ↑  .   [2010-08-25]. （原始内容存档于2010-08-04）.
4. ↑  The Illustrated Guide to Tanks of the World, George Forty, 2006
5. ↑  Tank Data, Aberdeen Proving Grounds Series, 1968
6. ↑  Tanks of World War II, Duncan Crow, 1979
7. 1 2  Italian Medium Tanks in Action, Nicola Pignato, 2001
8. 1 2  .   [2010-08-25]. （原始内容存档于2013-10-11）.
9. ↑  .   [2010-08-25]. （原始内容存档于2018-10-02）.